# Zerind (rijeka)
Zerind je rijeka u Rumunjskoj, u županiji Arad, lijeva pritoka je rijeke Crișul Negru. 
Protječe kroz istoimeno selo Zerind (46°37′24″N 21°31′00″E / 46.62333°N 21.51667°E).